# 18 de setembre
El 18 de setembre és el dos-cents seixanta-unè dia de l'any del calendari gregorià i el dos-cents seixanta-dosè en els anys de traspàs. Queden 104 dies per finalitzar l'any.

## Esdeveniments
Països Catalans
- 1714, Catalunya: Una setmana més tard de la desfeta de Barcelona, cau Cardona en arribar l'ordre de rendició, esdevenint Cardona el darrer baluard de la Catalunya continental.

Resta del món
- 14 - Roma, Imperi Romà: Tiberi és confirmat com a Emperador pel Senat.
- 1502 - Puerto Limón, Costa Rica: Cristòfol Colom, en el seu quart viatge a Amèrica, arriba on avui hi ha aquesta ciutat.
- 1794 - Sprimont, Ducat de Limburg: Batalla de Sprimont.
- 1810 - Xile: S'instal·la a Santiago la Primera Junta de Govern, primer antecedent per a la independència i actualment és celebrada com a data de les "Fiestas Patrias" a Xile.
- 1814 - Viena: El Congrés de Viena comença per a determinar la nova divisió territorial dels estats europeus després de la desfeta francesa.
- 1851 - Estats Units: Es funda el diari The New York Times.
- 1868 - Cadis, Espanya: el general Prim i el brigadier Topete revolten els seus efectius contra el règim isabelí: amb la publicació del manifest "España con honra", hi comença la Gloriosa, que en dies successius s'estendrà per tot el litoral mediterrani espanyol I República Espanyola.
- 1873 - Filadèlfia, Estats Units: S'inicia el Pànic de 1873, desencadenada per la fallida de l'entitat bancària de Filadèlfia Jay Cooke and Company.
- 1895 - Daniel David Palmer realitza el primer ajustament quiropràctic
- 1906 - Un tifó amb tsunami mata una xifra estimada de 10.000 persones a Hong Kong
- 1928 - Juan de la Cierva creua el Canal de la Mànega amb l'autogir, l'antecedent de l'helicòpter.[1][2]
- 1931 - Japó comença la invasió a Manxúria després de l'Incident de Mukden.
- 1934 - L'Unió Soviètica és admesa a la Societat de Nacions.
- 1970 - Sant Sebastià: El militant del PNB Joseba Elósegui Odriozola es cala foc davant Francisco Franco al frontó d'Anoeta com a protesta pel procés de Burgos.
- 1973 - Las Bahames i les dues Alemanyes són admeses a les Nacions Unides.
- 1977 - El Voyager 1 pren la primera fotografia de la Terra i la Lluna juntes.
- 1980 - El cubà Arnaldo Tamayo Méndez es convirteix en el primer latinoamericà i el primer afrodescendent en volar a l'espai, a bord de la nau soviètica Soiuz-38.
- 1981 - l'Assemblea Nacional de França vota per l'eliminació de la pena de mort.
- 1984 - Joe Kittinger completa el primer viatge en solitari en globus sobre l'oceà Atlàntic.
- 1987 - Jerzy Kukuczka es convirteix en el segon home, després de Reinhold Messner, en coronar tots els Vuit mil.
- 1989 - A Puerto Rico, l'huracà Hugo esdevé danys greus.
- 1990 - Liechtenstein esdevé membre de l'ONU.
- 2005 - Alemanya: S'hi celebren les eleccions generals en què la democratacristiana Angela Merkel obté 0,9 punts més que Gerhard Schröder (SPD), el fins aleshores canceller (pràcticament un empat); amb aquest resultat Angela Merkel esdevindrà, el 22 de novembre, la primera dona que ocupa la cancelleria del país.
- 2005 - l'Afganistan: en un clima de violència (hi assassinen mitja dotzena de candidats) s'hi celebren eleccions generals a la Wolesi Jirga (Cambra baixa de l'Assemblea Nacional) i als consells provincials; els resultats no se sabran fins al 12 de novembre.
- 2014 - Escòcia: se celebra el referèndum sobre la independència.
- 2015 - Estats Units: Esclata l'escàndol de les emissions dels motors i del programari manipulat per Volkswagen

## Naixements
Països Catalans
- 1863 - Godella, l'Horta Nord: Lambert Alonso i Torres, tenor i pintor valencià (m. 1929).
- 1893 - Sabadell: Gustau Vila i Berguedà, Grapa, dibuixant i caricaturista català (n. 1955).
- 1911 - Barcelona: Carmen Kurtz, escriptora catalana en llengua castellana (m. 1999).[3]
- 1916 - Barcelona: Mercedes Salisachs Roviralta, escriptora catalana que escrivia en castellà (m. 2014).
- 1923 - Barcelona (Barcelonès): Xavier Valls i Subirà, pintor català, pare de Manuel Valls i Galfetti.
- 1942 - Barcelona: Rosa Maria Subirana i Torrent, historiadora de l'art catalana que ha estat directora del Museu Picasso.[4]
- 1950 - València: Empar de Lanuza Hurtado, escriptora valenciana de literatura infantil en català i castellà.[5]
- 1973 - 
  - Sant Sadurní d'Anoia: Dolors Montserrat i Montserrat, advocada i política catalana.[6]
  - Igualada: Neus Sanz i Escobar, actriu catalana de teatre, televisió i cinema.[7]
- 1978 - Reus: Irache Quintanal, atleta catalana especialitzada en proves de llançament.[8]
- 1979 - Terrassa: Sílvia Muñoz i Escudé, jugadora d'hoquei sobre herba catalana.[9]

Resta del món
- 53 - Itàlica, Bètica, Imperi Romà: Marc Ulpi Trajà, emperador romà des del 98 (m. 117).[10]
- 1587 - Florència: Francesca Caccini, compositora i intèrpret del primer Barroc. primera autora d'una òpera (m. ca.1640).[11]
- 1893 - Sydney, Austràlia: Arthur Benjamin, compositor i pianista australià (m. 1960).[12]
- 1897 - Sant Sebastià, País Basc: Pablo Sorozábal Mariezkurrena, compositor basc (m. 1988).
- 1905 - Estocolm, Suècia: Greta Garbo, actriu sueca.[13]
- 1907 - Redondo Beach, Califòrnia (EUA): Edwin McMillan, físic nord-americà, Premi Nobel de Química de 1951 (m. 1991).
- 1912 - Chimbarongo, Regió d'O'Higgins: María de la Cruz Toledo, política xilena primera senadora del seu país (m. 1995).[14]
- 1922 - San Antonio, Texas: Dorothy Thomas, hematòloga estatunidenca, mare del trasplantament de medul·la (m. 2015).[15]
- 1923 - 
  - París: Anna de Borbó-Parma, reina de Romania (m. 2016).[16]
  - Stockton-on-Tees, Comtat de Durham, Anglaterra: Peter Smithson, arquitecte.[17]
- 1951 - Fort Lee (Virgínia), EUA): Douglas Colvin, conegut com a Dee Dee Ramone, músic de rock estatunidenc, baixista de The Ramones (m. 2002).[18]
- 1954 - Mont-real, Quebec: Steven Pinker, psicòleg experimental, científic cognitiu, lingüista i escriptor quebequès.[19]
- 1960 - Madrid: Elena Valenciano Martínez-Orozco, política espanyola; ha estat diputada al Congrés i eurodiputada.[20]
- 1961:
  - Alonsotegi, País Basc, Espanya: Iñigo Urkullu Renteria, polític basc, d'ideologia nacionalista basca.
  - Westwood, Nova Jersey (EUA): James Gandolfini, actor estatunidenc (m. 2013).[21]
- 1971:
  - Plano (Texas), EUA: Lance Armstrong, ciclista estatunidenc.
  - Krasnodar (Rússia): Anna Netrebko (en rus: Анна Юрьевна Нетребко), soprano russa nacionalitzada austríaca des del 2006.[22]
- 1973 - Welkom, Sud-àfrica: Mark Shuttleworth, informàtic, empresari i el primer astronauta sud-africà.[23]
- 1976 - Frankfurt del Main: Sabine Hossenfelder, investigadora alemanya especialitzada en física teòrica i gravetat quàntica.[24]
- 1981 - Rota: Teresa Rodríguez, filòloga, professora i activista política andalusa, diputada en el Parlament d'Andalusia[25]
- 1987 - Lisboa: Luísa Sobral, cantant i compositora portuguesa.[26]

## Necrològiques
Països Catalans
- 1834 - Igualada: Joan Romagosa i Pros, militar carlí, mor afusellat.
- 1970 - Barcelona: Eduard Fontserè i Riba, meteoròleg i sismòleg català.
- 1979 - Barcelona: Josep Pascual i Vila, químic català (n. 1895).
- 1989 - Barcelona: Antoni Vila i Arrufat, pintor i gravador català.
- 2003 - Barcelona: Josep Pedreira i Fernández, editor i escriptor català, creador dels Llibres de l'Óssa Menor (n. 1917).[27]
- 2007 - Terrassa: Francisca Redondo Cubero, activista i política terrassenca (n.1915).[28]

Resta del món
- 1598 - Fushimi (Japó): Toyotomi Hideyoshi, succesor de Nobunaga i unificador del Japó (n. 1536/37).[29]
- 1783 - Sant Petersburg, Rússia: Leonhard Euler, matemàtic suís (n. 1707).[30]
- 1863 - Madrid: Pedro Calvo Asensio, polític, farmacèutic, periodista i dramaturg (n. 1821).
- 1908 - La Corunya, Emilia Calé Torres, escriptora espanyola (n. 1837).[31]
- 1961 - Ndola (Zàmbia): Dag Hammarskjöld, polític i diplomàtic suec, Premi Nobel de la Pau de l'any 1961 (n.1905).
- 1939 - Pembrokeshire (Gal·les): Gwendolen Mary John, més coneguda com a Gwen John, artista gal·lesa (n. 1876).[32]
- 1965 - Buenos Aires, Argentina: Regina Pacini, soprano i primera dama argentina (n. 1871).[33]
- 1967 - Cambridge (Anglaterra): John Douglas Cockcroft, físic anglès, Premi Nobel de Física de 1951 (n. 1897).
- 1968 - Nova York, Estats Units: Franchot Tone, actor estatunidenc.
- 1970 - Londres (Anglaterra): Jimi Hendrix, guitarrista nord-americà (n. 1942).[34]
- 1973 - Hannover, Baixa Saxònia: Mary Wigman, coreògrafa i ballarina alemanya de dansa expressionista.[35]
- 1980 - Silver Spring, Maryland: Katherine Anne Porter, escriptora, periodista i activista política (n. 1890).[36]
- 2004 - Los Angeles, Califòrnia, EUA: Russ Meyer, productor i director de cinema eròtic estatunidenc.[37]
- 2008 - Colonia, Alemanya: Mauricio Kagel, compositor argentí (n. 1931).[38]
- 2020 - Brooklyn: Ruth Bader Ginsburg, jutgessa associada al Tribunal Suprem dels Estats Units nomenada per Bill Clinton.[39]

## Festes i commemoracions
- Santoral: sants Ferriol de Viena, màrtir; Ferriol de Llemotges, bisbe; Josep de Copertino, patró dels astronautes